# 伊豆箱根鉄道7000系電車
伊豆箱根鉄道7000系電車（いずはこねてつどう7000けいでんしゃ）は、伊豆箱根鉄道駿豆線用の電車である。1991年（平成3年）と翌1992年（平成4年）に各1編成が新製された。

## 概要
老朽化した1000系の代替として、所有車両の新性能化と冷房車比率向上、および快速列車（一部座席指定席制）の増発も視野に入れて新製された。
製造は3000系および5000系と同様、東急車輛製造が担当したが、実際は東急車輛の委託で新潟鐵工所が製造した。
設計当時、東海旅客鉄道（JR東海）東海道本線へ乗り入れ熱海・沼津・富士方面への直通運転が社内で検討されていたことから、本系列の設計に際してはそれらが色濃く反映された点が特徴である。ただしJRへの直通運転は2025年現在に至るまで実現しておらず、後述の通り一部の乗り入れ対策機器については既に撤去されている。

## 車両概説

### 外観
車体寸法等は3000系ステンレス車を基本としているが、前面デザインについては中間部で「く」の字型に折れて後退角が設けられたことで同系とは印象が大きく異なる。前面窓は支柱のない大型一枚ガラスを採用し、前面窓下には一体型ケースに収められた前照灯と後部標識灯を配置し、前面窓上部内側には行先表示幕のほか種別表示幕と列車番号表示器が配置された。また、前面下部には小型スカート（排障器）が設置されている。
側面見付については、本系列の運用目的を反映し先頭車と中間車では全く異なる仕様とされている。先頭車は従来車同様の片側3扉構造であるが、後述座席配置の関係から、窓配置は従来車とは大きく異なり、当時JR東海において増備中であった311系と同一とされた。中間車については、快速運用の際に指定席車両として使用することを考慮し、213系に酷似した片側2扉構造とされ、乗降性を考慮し客用扉幅は先頭車の1,300 mmに対し1,400 mmと100 mm拡大されている。また、伊豆箱根鉄道では初採用となる側面行先種別表示幕が全車に設置された。
なお、車体の配色は3000系ステンレス車と共通であり、ステンレス地に「ライオンズブルー」と称する青帯を巻いている。
なお、第2編成は2017年11月に施工された全般検査で、先頭車の額縁部分がそれまでの銀色から金色に変更され、帯色も「ライオンズブルー」から「レジェンドブルー（いずれも西武鉄道グループコーポレートカラー）」に変更された。

### 主要機器
主制御装置は三菱電機製電動カム軸式抵抗制御装置ABFM-168-15MDHCと3000系二次形と同じ物を使用しているが、主電動機は、駆動方式がそれまでの3000系、5000系で採用された同社標準の中空軸平行カルダン駆動方式ではなく、静粛性の向上と保守の軽減を図るため同社初のTD平行カルダン駆動方式を採用した事に伴い、TDカルダン駆動対応である日立製作所製HS22535-08RBを搭載した。主電動機の定格出力は3000系と同一（端子電圧375V時:120kw）であるものの歯車比が異なり、本系列では15:84=1:5.60と若干高速寄りの設定とされている。
パンタグラフは東洋電機製造製PT48系で、伊豆箱根鉄道における下枠交差型パンタグラフの初採用例となった。制動装置はナブコ（現:ナブテスコ）製の発電制動併用電気指令式空気制動 (HRD-1D) である。補助電源装置は三相交流440V 120kVAの静止形インバータ（SIV）、空気圧縮機はHS-20形（容量:2000l/min）と、3000系二次型と同じものを搭載している。
台車は電動車が住友金属工業製緩衝ゴム式空気ばね台車FS542N、制御車が同FS042Nを装備する。これは1989年ごろから西武新2000系で実用試験が行われていた緩衝ゴム式台車FS542・FS542Aを同社向けに改良したもので、型式末尾の「N」は3000系・5000系が装備するFS372N・FS072N台車と同様、伊豆箱根鉄道向け製品であることを示す。軸箱支持装置以外の形状はFS372系台車とほぼ同一であり、台車枠以上の部品については互換性を有する。なお、FS542系台車は後年西武10000系にも採用されている。
運転台機器は前述直通運転を考慮し、3000系で採用されたワンハンドル式ではなく、JR211系と同一配置の縦横軸併用ツインレバー式が採用された。先頭車の屋根部にはJR列車無線用アンテナ取付座が準備され、保安装置もJR東海のATS-ST形との切替が可能なものを搭載している。新製当初は運転室内にATS切替スイッチも装備していたが、後に撤去された。

### 内装
| 先頭車の車内 |  | 中間車の車内 |
| 先頭車の車内 |  | 中間車の車内 |

座席配置は、直通運転や快速運用での快適性を考慮し、伊豆箱根鉄道初のオールクロスシート仕様とされた。客用扉間には転換クロスシート、車端部にはボックスシートがそれぞれ設置されている。
座席モケット色は、第1編成の先頭車はベージュ系、中間車は従来車と同様の赤系統のものを採用した。第2編成では先頭車・中間車とも赤・黒・グレーの3色をランダムに配している。座面形状はバケットタイプで、座席の前後間隔（シートピッチ）は910mmであり、中間車の車端部はこれより広くなっている。
中間車は連結面に貫通扉を設置し、前述のように快速運用時の指定席車両としての用途を考慮し、貫通扉窓部分に「座席指定車」の表記が加えられた。また、全車とも側窓ロールカーテンカバー部に座席番号が表示されている。
なお、第2編成では前述シートモケットの差異に加え、戸袋窓部のカーテン省略、荷棚の変更（金網構造からパイプ構造へ）、先頭車の運転室仕切上部と各車両の連結面上部にLED式車内案内表示器を新設する等の改良が施されている。
2010年10月に2編成とも3000系や新幹線700系などで使われている音色のドアチャイムが設置された。これにより、予備車の1100系を除く全ての編成へのドアチャイム設置が完了した。

## ラッピング車両

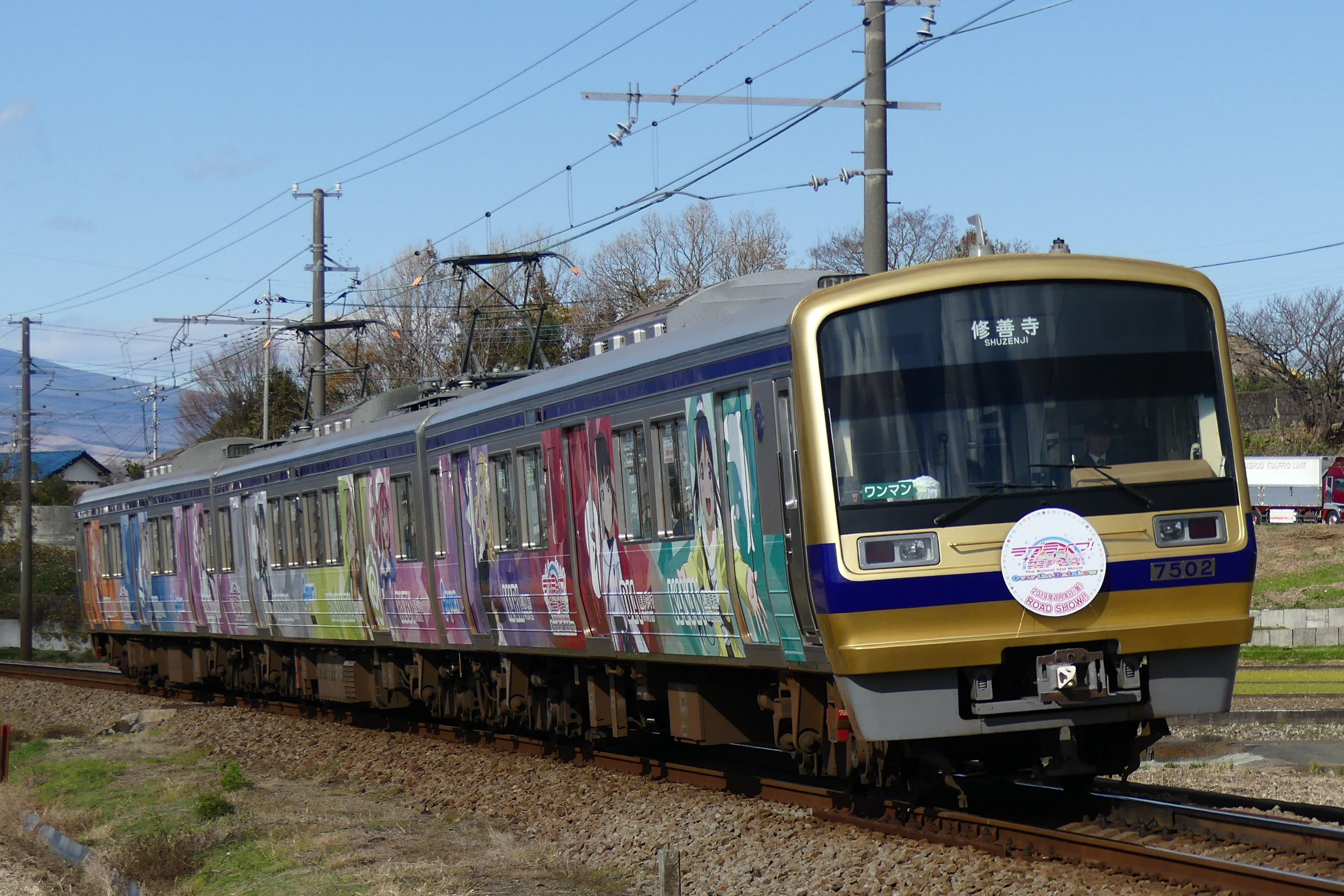
「ラブライブ!サンシャイン!!」ラッピング車両

2009年（平成21年）6月24日から8月21日にかけて、沿線自治体（三島市・函南町・伊豆の国市・伊豆市）で開催される祭や花火大会をPRするヘッドマークを2編成とも装着した。第2編成ではそれらに加えて客用扉部および戸袋部へのラッピングや、中吊り広告を専用のものにするなどの装飾が加えられた。
上記イベント終了後、第2編成先頭車戸袋部にグループ全体での『エコ活動推進』をPRするステッカーの貼付が行われた。また、同年12月12日より伊豆の国市で開催されるいちご狩りをPRするヘッドマークを装着して運行された。現在は、客用扉にセブンティーンアイスのラッピング広告が施されている。また、中吊り広告が、一日乗車券『旅助（たびだすけ）』や伊豆・三津シーパラダイスなどの、自社PR広告に変更されている。
第2編成は、かねてより伊豆箱根鉄道を含む西武鉄道グループ各社が協賛しているアニメ作品『ラブライブ!サンシャイン!!』の劇場版公開（2019年（平成31年）1月4日から）に合わせ、同作品のキャラクターを各車両にあしらったラッピング電車として2018年（平成30年）12月13日より運行を開始した。2020年（令和2年）3月をもって運行終了が発表され、同年2月18日（当初は1月からと予告していたが、2月初旬に松浦果南のバースデーヘッドマークを装着させる事が発表された為、これよりも遅くなった）から、ヘッドマークを「ラストラン」仕様に変更して最終日(同年3月29日)まで運行の予定だが、途中、作中キャラクターの国木田花丸のバースデーヘッドマークを掲出する期間があり（2月28日から3月9日まで）、その間は変更の予定であったが、新型コロナウイルスの感染拡大防止と来場客の安全を考慮し、3月29日に予定していたさよならイベントの中止を決定。これにより、当初3月29日で運行終了の予定だったが、その後の緊急事態宣言発令も重なり運行期間が延長され、最終的には2021年9月20日まで運用された。その後に実施の全般検査で前面の金色の額縁やレジェンドブルーの帯もそのままの状態で残っている。但し、客用扉部分は、次回以降のラッピングを考慮してか、帯が装着されていない。去る2022年6月にダイドードリンコのペットボトル入り緑茶飲料の広告が各客用扉に貼られた。2023年（令和5年）6月23日から『ラブライブ!サンシャイン!!』の公式スピンオフ作品『幻日のヨハネ -SUNSHINE in the MIRROR-』が7月よりTVアニメの放送が開始される事を記念して、全面ラッピング電車『YOHANE TRAIN(ヨハネトレイン)』として運行される事が発表された。同日、11時10分発の修善寺行から営業運転が開始された。正面の帯は、初期の数日のみレジェンドブルーだったが、すぐにエメラルドグリーンに変更された。運転開始日2日前の6月21日には、大場工場にて、ヨハネ役の声優・小林愛香が２号車の車体やヘッドマークにサインを記入した。
一方、第1編成は、2009年（平成21年）10月12日から2010年（平成22年）3月31日まで、駿豆線沿線に近在する静岡県立大仁高等学校の90年の歴史を振り返るラッピング電車『大仁高アルバム電車』として運行された。同校のシンボルマークをあしらったヘッドマークを装着し、客用扉部にも同シンボルマークがラッピング装飾された。戸袋窓部には同校卒業生の描いた絵や撮影した写真が飾られ、中吊り広告部分には同校の90年の歴史を刻んだ写真が展示された。4月に伊豆総合高校が開校したあとこの設備は撤去され（原型に復元）、2019年（令和元年）6月の全般検査施工後、同年8月2日から、テレビアニメ「Dr.STONE」とタイアップしたラッピング列車として2020年〈令和2年〉3月まで運行された。これに併せて、8月25日に修善寺駅にて、声優の小林裕介を一日駅長に迎えて同列車の出発式を開催した。
2024年（令和6年）9月12日から10月4日にかけて、7502編成「YOHANE TRAIN」にアニメ作品「幻日のヨハネ-SUNSHINE in the MIRROR-」とのコラボ企画、同作キャラクター「ルビィ」の誕生日企画として、「HAPPY BIRTHDAY ルビィ」ヘッドマークを掲出。また、9月25日までは、片側先頭車のみに「ルビィ」ヘッドマークを掲出した。

## 運用の変遷
運行開始当初は主に快速列車運用に就いていたが、1998年（平成10年）3月の快速廃止後は他形式と区別されることなく普通列車運用に就いている。なお、快速廃止と同時に指定席も廃止されたものの、中間車に設置されていた「座席指定車」表記は後年まで残されていたが、モハ7301は2007年（平成19年）に、モハ7302は2008年（平成20年）にそれぞれ貫通扉ごと撤去されている。また、2007年（平成19年）には全車の客用扉付近につり革が新設され、2008年に各車両の各ドアには車両・ドア位置案内プレートが、各車両の車端部(外側も含む)には号車表記が貼付けられた。号車表記は修善寺側から1号車・2号車・3号車となっている。
その後、駿豆線におけるワンマン運転導入計画が具体化したことに伴い、2008年（平成20年）10月までに全編成の運転台にワンマン・ツーマン切替スイッチ、戸閉め放送スイッチが新設された。2009年（平成21年）4月1日より駅収受方式によるワンマン運転が開始され、同日より運転台の右側に「ワンマン」表記プレートが設置されている。

## 編成・車歴
主要機器凡例
- CONT：主制御器
- SIV：静止形インバータ
- CP：空気圧縮機

|          | ← 三島修善寺 →    |                 |                 |
| 形式     | クモハ7100形 (Mc) | モハ7300形 (M') | クハ7500形 (Tc) |
| ドアの数 | 3                 | 2               | 3               |
| 機器配置 | SIV CP            | CONT            |                 |

| 編成    | 車番                         | 竣工年月             |
| 第1編成 | クモハ7101-モハ7301-クハ7501 | 1991年（平成3年）3月 |
| 第2編成 | クモハ7102-モハ7302-クハ7502 | 1992年（平成4年）3月 |